# Abbazia di Fleury
L'abbazia di Fleury è un'abbazia benedettina di Saint-Benoît-sur-Loire (dipartimento del Loiret in Francia), fondata nel 640.
Si trova sulle rive del fiume Loira, a circa 35 km da Orléans. Il nome moderno di "abbazia di Fleury-Saint-Benoît-sur-Loire", deriva dalla rivendicazione del possesso delle reliquie di san Benedetto da Norcia.

## Storia
Secondo la tradizione sarebbe stata fondata da Leodebaldo, abate del monastero di Saint-Agnan a Orléans, sul sito dell'abitato gallo-romano di Floriacum in Vallis Aurea. Uno dei suoi primi monaci fu sant'Aigulfo.
Il primo abate sarebbe stato Rigomaro e il suo successore fu san Mommolino, che avrebbe effettuato la traslazione nell'abbazia delle reliquie di san Benedetto da Norcia.
Intorno al 930 seguì la riforma imposta all'abbazia di Cluny. Fu protetta dai sovrani carolingi e fu al centro delle ambizioni politiche della casata robertina, i discendenti di Roberto I di Francia, molti dei quali ebbero il titolo di "duca dei Franchi". Il monaco di Fleury, Elgaudo (morto intorno al 1068), fu il cappellano del re Roberto II, del quale scrisse una Epitoma vitae Roberti regis. Il patronato regio e ducale ebbe vantaggi materiali, ma pesò sull'autonomia della comunità monastica, in particolare per quanto riguarda l'elezione degli abati.
Il vescovo di Orléans, Teodolfo, vi stabilì una scuola per giovani nobili, secondo le indicazioni di Carlo Magno. Ebbe nel IX secolo una rinomata biblioteca, frequentata da studiosi come Lupo di Ferrières.
Una seconda fioritura si ebbe sotto l'abate Abbo di Fleury (988-1004), e fu in contatto con diverse abbazie inglesi.
Tra gli ottantanove abati conosciuti dell'abbazia, gli ultimi venti lo furono in commendam, ossia senza risiedere nell'abbazia: tra questi i cardinali Odet de Coligny, cardinale di Chatillon, Antoine Sanguin e Armand du Plessis, cardinale di Richelieu e l'abbazia decadde: entro il XVII secolo la sua biblioteca era divenuta una miniera di materiale per i collezionisti di manoscritti.
L'ultimo abate, ai tempi della Rivoluzione francese fu Georges-Louis Phélypeaux, arcivescovo di Bourges.

## Edifici

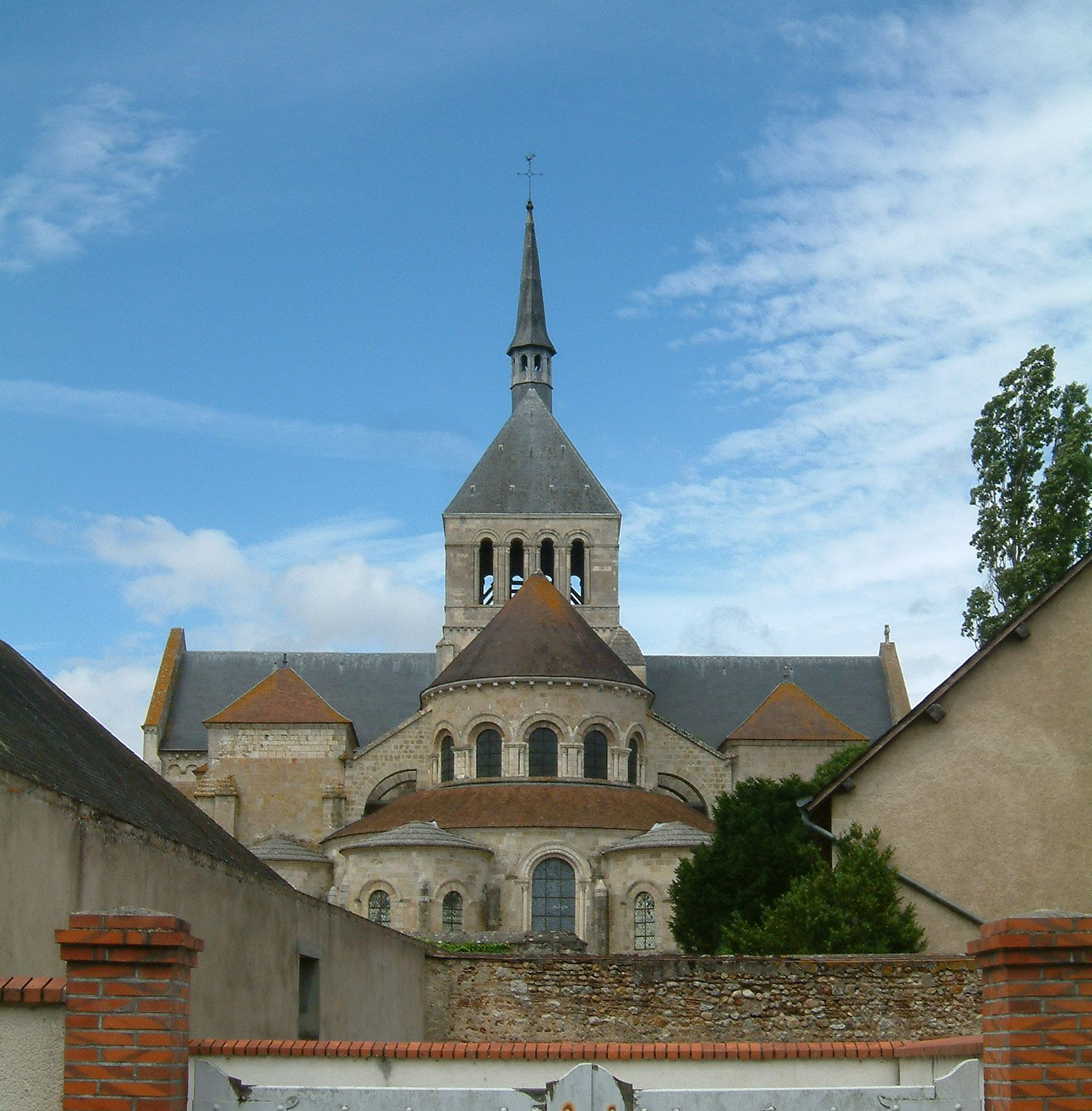
La chiesa abbaziale

Sin dalle origini l'abbazia ebbe due chiese: una in onore di san Pietro, scomparsa nel XVIII secolo, e l'altra in onore della Vergine, che preesisteva alla fondazione del monastero. Dopo la distruzione del monastero ad opera dei Normanni, giunti lungo la Loira, e dopo un incendio catastrofico nel 1026, la chiesa della Vergine venne ricostruita in forme romaniche, con una ampia torre come facciata principale occidentale, completata nel 1218. Questa torre si eleva su cinquanta colonne che formano un portico al piano terra. Nella chiesa venne sepolto nel 1108 il corpo del re Filippo I. Solo la chiesa sopravvive di tutti gli edifici dell'abbazia.

## Reliquie

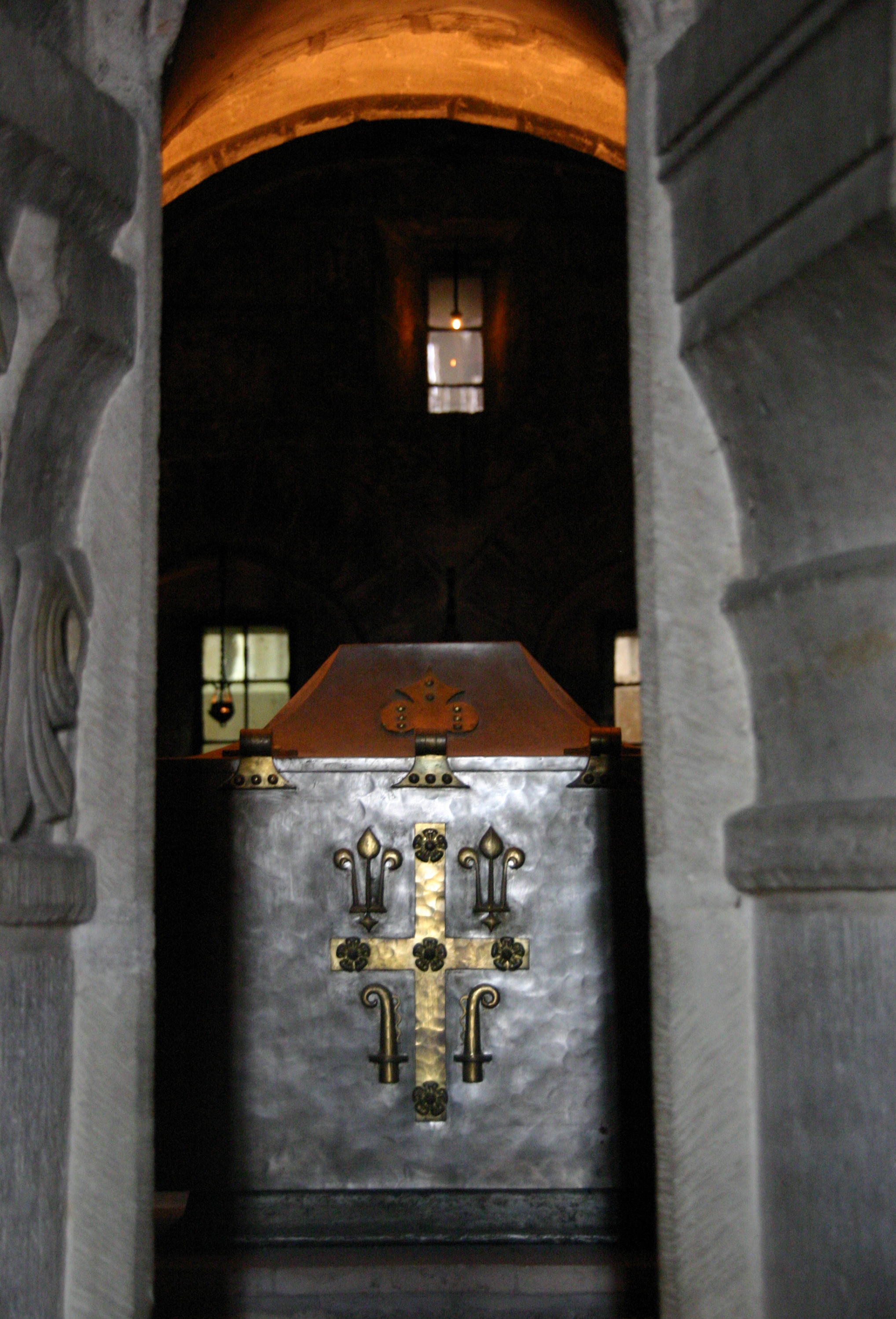
Reliquie di San Benedetto

### Reliquie di San Benedetto
Secondo la tradizione locale la salma del santo sarebbe stata qui trasferita da Montecassino in seguito alla minaccia dei Longobardi nel VII secolo, dal secondo abate di Fleury, san Mommolino. La tomba del santo e i Miracula sancti Benedicti, scritti durante tre secoli da cinque monaci dell'abbazia attirarono il pellegrinaggio, che portò all'abbazia benessere e fama. La rivendicazione è però osteggiata dai monaci di Montecassino, che sostengono che le reliquie non si siano mai spostate da Montecassino.

### La Sacra spugna
Un'opera del XIX secolo prende in considerazione l'esistenza di una reliquia della Sacra spugna nell'abbazia di Fleury.

## Elenco degli abati
- Liébaut o Liébault, Léobald, Leobaldus, Leodebaldus, Leodebodus; fondatore e santo, celebrato il 7 e l'8 agosto[5][6];
- Rigomaro (aprile 627 - luglio 632) 1º abate;
- San Mommolino (settembre 632 - gennaio 663), o Mummolus, santo celebrato l'8 agosto[7] · [6] ;
- Léodard (marzo 663 - luglio 673) ;
- Idon I (settembre 673 - maggio 675) ;
- Auderanne (luglio 675 - marzo 676) ;
- Flatbert (maggio 676 - agosto 679) ;
- Adalberto (ottobre 679 - gennaio 710) ;
- Geilon (marzo 710 - giugno 729)
- Médon (août 729 - novembre 750)
- Raoul I (gennaio 751 - aprile 770)
- Dodone o Idone II (giugno 770- 25 settembre 779)
- Magulf (maggio 780- 18 agosto 796)
- Fulrado (ottobre 796- giugno 798)
- Teodulfo d'Orléans (798-818)
- Adalgaudo (818-833)
- Bosone I (833-845)
- Raoul II (845-860)
- Bernardo I (860-875)
- Thibert (Theodebertus) (875-885)
- Giberto (885-896)
- Lamberto (896-930)
- Sant'Oddone di Cluny (930-942)
- Archambault (943-948)
- Wulfade (948-963)
- Riccardo (963-978)
- Amalberto (978-985)
- Oybold (985-987)
- Inconnu (987-988)
- Sant'Abbone di Fleury (988-1004)
- Gozzelino di Fleury (1004-1030)
- Arnauld (1030-1031)
- Azenaire (1032-1040)
- Teobaldo (1040-1044)
- Reignier (1044-1060)
- Ugo I (1060-1067)
- Guglielmo I (1067-1080)
- Veran (1080-1086)
- Joscerand (1086-1096)
- Simone (1096-1107)
- Boson II (1107-1137)
- Ademar (1137-1144)
- Macaire (1144-1161)
- Arraud (1161-1183)
- Garnier (1183-1210)
- Maurizio (1210-1215)
- Bartolomeo (1215-1235)
- Giovanni I (1235-1248)
- Denis (1248-1252)
- Pierre I de La Tour (1252-1257)
- Thibault (1257-1265)
- Hélie (1265-1286)
- Guglielmo II (1286-1304)
- Pietro II di Guilly (1304-1312)
- Guglielmo III (1312-1318)
- Pietro III de l'Aulnay (1319-1342)
- Ugo II (1343-1346)
- Pierre IV (1346-1353)
- Bernardo II Ratier (1353-1356)
- Giovanni II de La Tour (1356-1372), nominato cardinale da papa Gregorio XI nel 1371.
- Gérault Paute (1372-1373)
- Bernardo III de l'Estragne (1375-1389)
- Giovanni III de Chamboac o della Chambre 1389-1403)
- Begon de Murat (1403-1414)
- Raoul III di Chartres (1414-1433)
- Luigi I de Passat (1433-1436)
- Giovanni IV de Hauvelle (1436-1477)
- Giovanni V d'Esclines (1477-1486)
- Jean-François de la Trémoille (1486-1507), arcivescovo di Auch, vescovo di Poitiers, cardinale nel 1506; primo abate commendatario.
- Étienne Poncher (1507-1524), cardinale, arcivescovo di Sens
- Antoine I Duprat (1525-1535), cardinale
- Antoine II Sanguin de Meudon (1535-1551), cardinale
- Odet de Coligny-Châtillon (1551-1569), cardinale
- Luigi II di Lorena (1569-1571), cardinale
- Paul du Mesnil (1571-1572)
- Claude Sublet d'Heudicourt (1572-1584)
- Carlo d'Orléans (1584-1601)
- Achille de Harlay (1601-1604), trasmise l'abbazia a Massimiliano di Béthune, duca di Sully.
- Jacques Le Ber (1606-1616), abate confidenziario di Massimiliano di Béthune.
- Guglielmo IV Fouquet de La Varenne (1616-1621), dopo aver raccolto l'abbazia da Massimiliano di Béthune.
- Armand Jean du Plessis de Richelieu, cardinale di Richelieu (1621-1642).
- Jean VII Baptiste de Vignerot de Pontcourlay (1642), nipote del cardinale Richelieu
- Louis III Barbier de la Rivière (1642-1670)
- Raimond-Béranger de Lorraine d'Harcourt (1670-1680)
- cavalier Filippo di Lorena (1680-1702)
- Hardouin Roussel de Médavy de Grancey (1704-1706)
- Jérôme Dufaur de Pibrac (1706-1734)
- Daniel-Joseph de Cosnac (1734-1741) vescovo di Die
- Alexandre Milon (1741-1771) vescovo di Valence
- Georges-Louis Phélypeaux d'Herbault (1771-1788), arcivescovo di Bourges
- Jean Auguste de Chastenet de Puységur (1788-1789), arcivescovo di Bourges.

… soppressione da parte della rivoluzione francese
- Marianus Desplanques, priore conventuale e amministratore (1946-1955).
- Luigi IV Maria de Haldat du Lys, priore conventuale e amministratore (15 dicembre 1955-1959), abate installato l'8 aprile, benedetto il 30 maggio (1959-1971) ;
- Bernardo IV Ducruet, priore-amministratore (1971-1973), abate (1973-1991).
- Stefano II Ricaud, dal 1991